# Josselin Comunitat
La Josselin Comunitat (en bretó Kumuniezh kumunioù Bro Josilin) és una estructura intercomunal francesa, situada al departament d'Ar Mor-Bihan a la regió Bretanya, al País de Ploërmel - Cœur de Bretagne. Té una extensió de 258,97 kilòmetres quadrats i una població d'11.850 habitants (2009).

## Composició
Agrupa 12 comunes :
1. Cruguel
2. Josselin
3. La Croix-Helléan
4. Les Forges (Ar Mor-Bihan)
5. La Grée-Saint-Laurent
6. Guégon
7. Guillac (Ar Mor-Bihan)
8. Helléan
9. Lanouée
10. Lantillac
11. Quily
12. Saint-Servant

## Administració
| Data d'elecció                             | Identitat         | Partit | Qualitat |
| ------------------------------------------ | ----------------- | ------ | -------- |
| 1997-2001                                  | Josselin de Rohan | RPR    |          |
| 2001-2004                                  | Jean-Paul Nayl    |        |          |
| 2004-                                      | Henri Ribouchon   |        |          |
| Les dades anteriores no són pas conegudes. |                   |        |          |
|                                            |                   |        |          |